# LZ 127

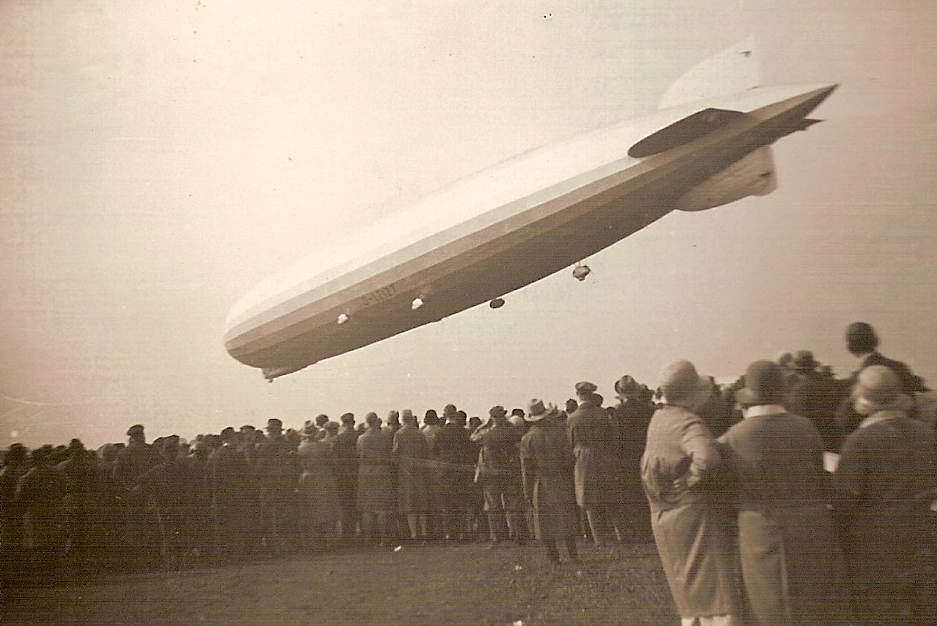
LZ 127 Graf Zeppelin zurück von der „Weltfahrt“ in Deutschland (1929)

LZ 127 „Graf Zeppelin“ (Kennzeichen D-LZ127) war ein Starrluftschiff aus der Reihe der Zeppeline und gilt als das erfolgreichste Verkehrsluftschiff seiner Zeit. Es wurde am 18. September 1928 nach 21-monatiger Bauzeit in Dienst gestellt.
Ursprünglich als Versuchsschiff gebaut, erwies sich LZ 127 als so zuverlässig, dass es bald durch zahlreiche spektakuläre Fahrten, wie die 20-tägige „Weltfahrt“ und die „Polarfahrt“, berühmt wurde und über mehrere Jahre einen regelmäßigen Transatlantikverkehr aufrechterhielt.
Unmittelbar nach der Hindenburg-Katastrophe wurde der Zeppelin im Mai 1937 außer Dienst gestellt und 1940 verschrottet.

## Das Luftschiff

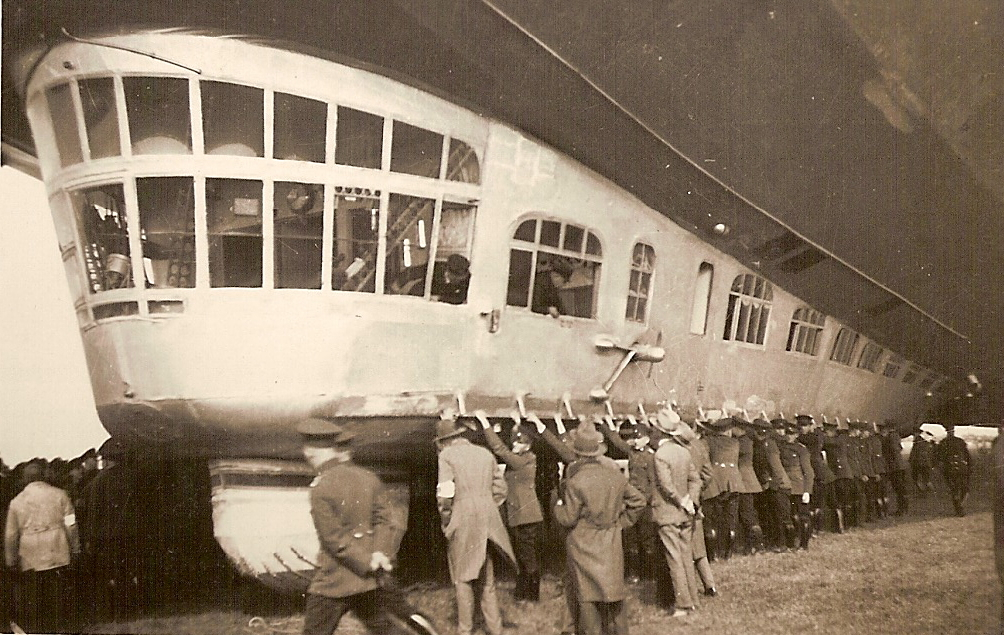
LZ 127 kurz nach der Landung

### Bau
LZ 127 „Graf Zeppelin“ wurde in Friedrichshafen von der Luftschiffwerft Luftschiffbau Zeppelin GmbH gebaut.
Zur Finanzierung des Baus hatte Hugo Eckener die so genannte Zeppelin-Eckener-Spende ins Leben gerufen. Diese Sammlung war das Ergebnis einer großen Vortrags-Tournee und erbrachte die Summe von 2,4 Millionen Reichsmark, die aber die Baukosten nur teilweise deckte. Nach längeren Verhandlungen steuerte das Deutsche Reich 1,1 Millionen Reichsmark bei. 0,8 Millionen Reichsmark brachte die Luftschiffbau Zeppelin GmbH aus eigenen Mitteln auf.
LZ 127 wurde am 8. Juli 1928 anlässlich des 90. Geburtstages des 1917 verstorbenen Firmengründers Ferdinand Graf von Zeppelin von seiner Tochter Hella Gräfin von Brandenstein-Zeppelin getauft. Kommandant Hugo Eckener stellte das Luftschiff am 18. September 1928 für die DELAG in Dienst.

### Technische Daten
Das Luftschiff war 236,6 m lang, hatte einen Durchmesser von 30,5 m und ein Traggasvolumen von 105.000 m³.
Bedingt durch die Abmessungen der Werfthalle hatte LZ 127 ein für Luftschiffe ungünstiges Verhältnis von Länge zu Durchmesser. Das ist an dem relativ langen zylindrischen Mittelteil zu erkennen. Beim Aushallen waren links und rechts nur noch je ein Meter und oben nur noch etwa 65 cm Platz.
Die Gerippekonstruktion bestand aus mehreren hintereinander angeordneten Ringen und entsprach weitgehend der von LZ 126. Es wurde jedoch eine neuere Duraluminiumlegierung verwendet. In Längsrichtung gab es zwei Laufgänge.
Die Besatzung bestand aus 40 bis 50 Mann, im Durchschnitt waren 45 Besatzungsmitglieder an Bord. LZ 127 konnte maximal 25 zahlende Passagiere befördern.
Als Antrieb dienten fünf Ottomotoren vom Typ Maybach VL 2 mit einer Gesamtleistung von 2096 kW (Zwölfzylinder-V-Motoren mit je 570 PS (419 kW) bei 1600 min−1). Diese erlaubten eine Reisegeschwindigkeit von etwa 115 km/h, eine Höchstgeschwindigkeit von 128 km/h und eine Reichweite von rund 12.000 km. Die Motoren konnten sowohl mit Benzin als auch mit Kraftgas, dem sogenannten Blaugas (siehe Auftriebsausgleich), betrieben werden.
Das Luftschiff verfügte über zwei kleine Windgeneratoren außen an der Gondel, von denen einer die Funkanlage speiste. Die elektrische Energie wurde dafür in Akkumulatoren gepuffert, so dass der Funkbetrieb weitgehend unabhängig von der aktuellen Generatorleistung blieb. Der andere Generator erzeugte den Strom für die Beleuchtung an Bord und diente als Reservegerät. Weiterhin gab es in der Führergondel einen Benzin-Notstromgenerator. Die Funkstation des LZ 127 galt damals als größte funktechnische Einrichtung, die je auf einem Luftfahrzeug installiert worden war. Sie war mit drei Funkoffizieren besetzt und wickelte den Funkverkehr zum Betrieb des Schiffes (Kommunikation, Wetterberichte) und den privaten Telegrammdienst für die Passagiere ab.
Das Schiff war für die Füllung mit Wasserstoff ausgelegt. Eine Neuerung beim Luftschiffbau stellte ein geradliniger Laufgang von der Bugspitze zum Heck, der sogenannte Axialgang, dar, der eine bessere Überwachung der Gaszellen und eine Stabilisierung der radialen Verspannungen ermöglichte.
Zur Geschwindigkeitsmessung des Luftschiffs wurden zwei verschiedene Verfahren eingesetzt. Einerseits wurde eine Messung über einen Lichtstrahl vorgenommen. Andererseits wurde auf eine laute Pfeife zurückgegriffen, sodass die Geschwindigkeit des Luftschiffs über die Schallausbreitungsgeschwindigkeit gemessen wurde.

### Kennzeichen
Das Luftschiff trug das Kennzeichen D-LZ127. Mit dem Wechsel des Kennzeichnungssystems für Luftfahrzeuge und der „Luftfahrt-Flaggenordnung“ vom 8. Juli 1933 musste backbordseitig (=links) auf dem Seitenleitwerk die Hakenkreuzfahne aufgebracht werden. Hugo Eckener stand dem Regime bekanntermaßen kritisch gegenüber und hatte Plänen des Propagandaministers Joseph Goebbels widersprochen, das Nazi-Symbol großflächig auf der gesamten Höhe des Luftschiffs aufzubringen. Es ist ebenfalls überliefert, dass Eckener beim Kreisen über Chicago am 26. Oktober 1933 die Fahrtrichtung so wählte, dass der Innenstadt die Steuerbordseite zugewandt war, die die schwarz-weiß-rote Flagge des deutschen Reiches zeigte, und dass das Luftschiff wegen des Hakenkreuzsymbols speziell in den USA deutlich an Sympathien einbüßte.

### Ausstattung der Gondel

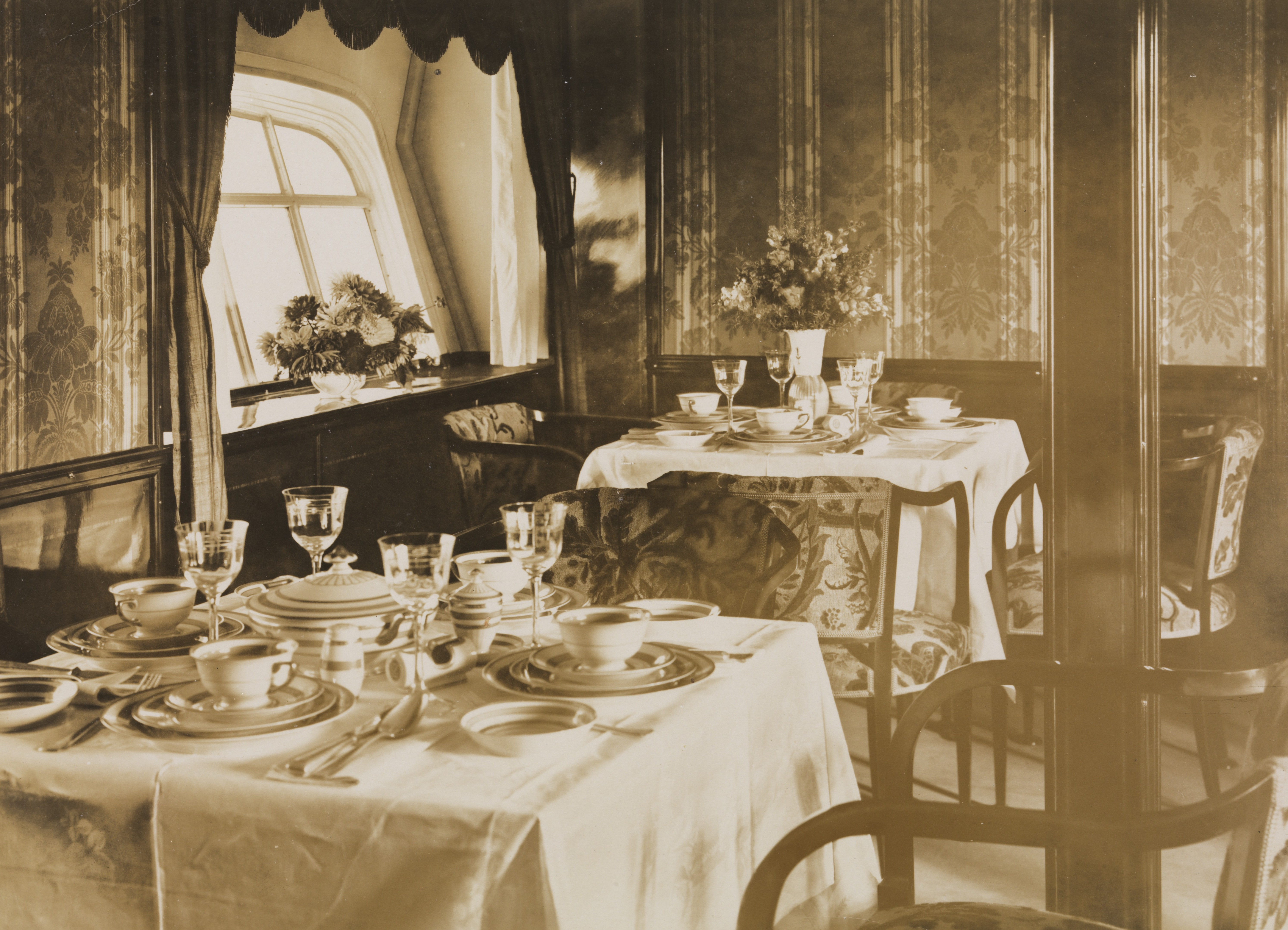
Der Aufenthalts- und Speiseraum, hier eingedeckt

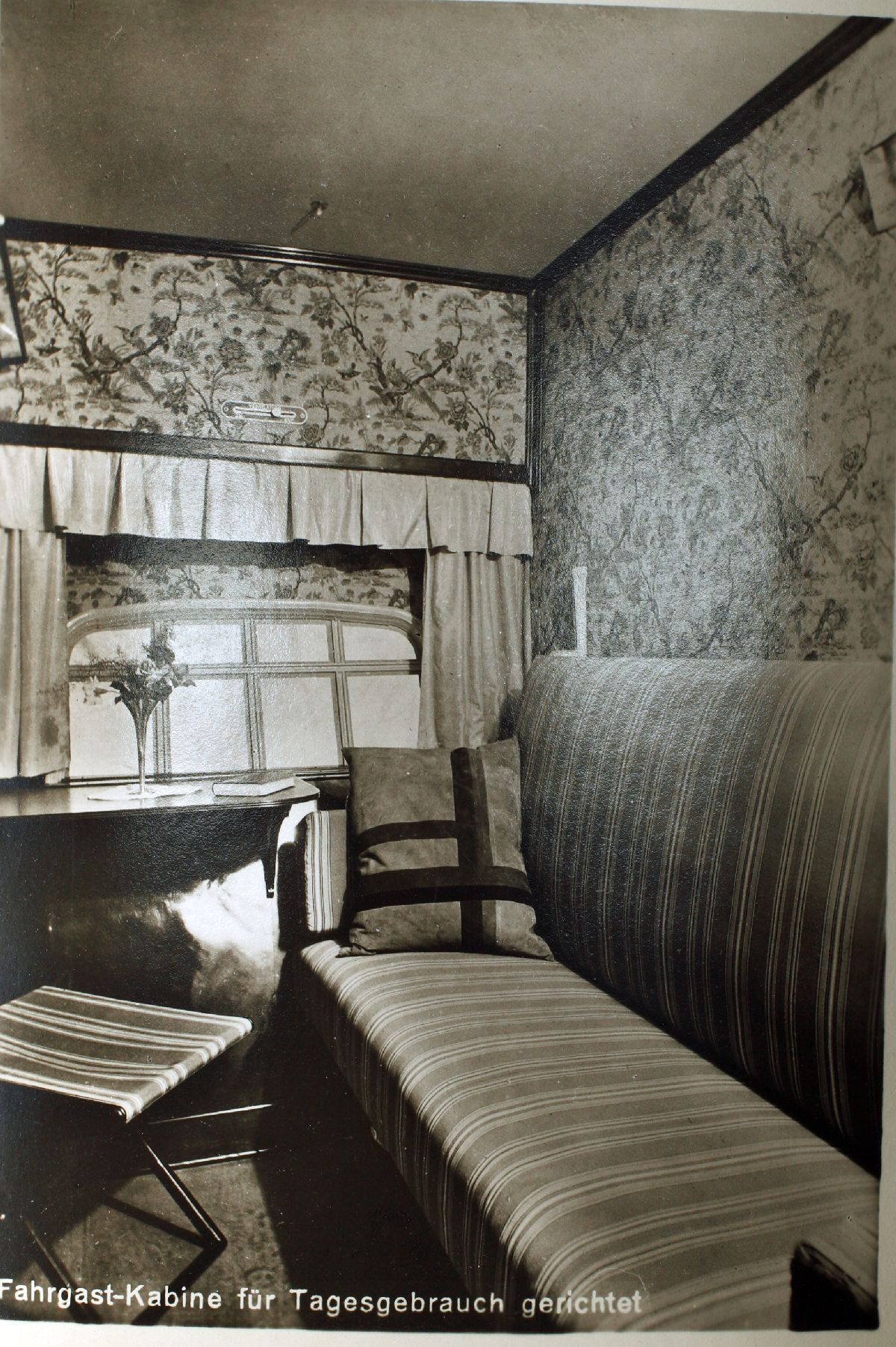
Eine Passagierkabine, für den Tag hergerichtet

In der unter dem Rumpf angebrachten Gondel befanden sich der Passagierbereich und die Schiffssteuerung. Am vorderen Ende lag der Steuerraum mit der Kommandobrücke, an den sich in Richtung des Hecks der Navigationsraum unmittelbar anschloss. Von hier aus führte ein kurzer Gang in Richtung Heck, wobei backbords der Funkraum und steuerbords die elektrisch betriebene Küche mit dem Passagiereinstieg lagen. Der Gang endete im 5 × 6 Meter großen Aufenthaltsraum für die Passagiere, der auch als Speisesalon diente und über Plätze für 20 Personen sowie große Schiebefenster verfügte. Dahinter gab es entlang eines schmalen Korridors beiderseits je fünf Doppelkabinen für Passagiere. Die Kabinen verfügten tagsüber über einen Stuhl und ein Sofa, das nachts ähnlich dem Zugabteil eines Schlafwagens zu einem Bett umgebaut wurde; ein weiteres Bett wurde darüber heruntergeklappt. Sämtliche Kabinen waren mit aufklappbaren Fenstern ausgestattet, die allerdings in Richtung des Hecks durch die runde Form des Schiffskörpers kleiner wurden. Darunter war ein Tischchen befestigt, Stauraum gab es in einem Wandschrank. Hinter dem Kabinentrakt lagen für Damen und Herren getrennte Wasch- und Toilettenräume (Duschen gab es nicht) sowie zwei weitere Doppelkabinen. Daran angeschlossen war der Zugang zum Rumpf mit den Mannschaftsquartieren und -Sanitäranlagen, die entlang des Kielgangs lagen. Die Mannschaft schlief in Hängematten. Das Rauchen war aufgrund des entzündlichen Traggases verboten (ein Rauchsalon wurde erstmals in das Luftschiff R101 und in einen Zeppelin erstmals in LZ 129 eingebaut), eine Heizung gab es nicht.
Die Tatsache, dass der Passagierbereich recht kompakt gehalten war, erklärt sich dadurch, dass LZ 127 nicht in erster Linie für den Passagier- und Linienverkehr über längere Distanzen ausgelegt war. Aus diesen Gründen wurden dort auch keine Versuche der Gewichtsersparnis unternommen, welche die Passagierkapazität hätten erhöhen können.

## Besondere Fahrten

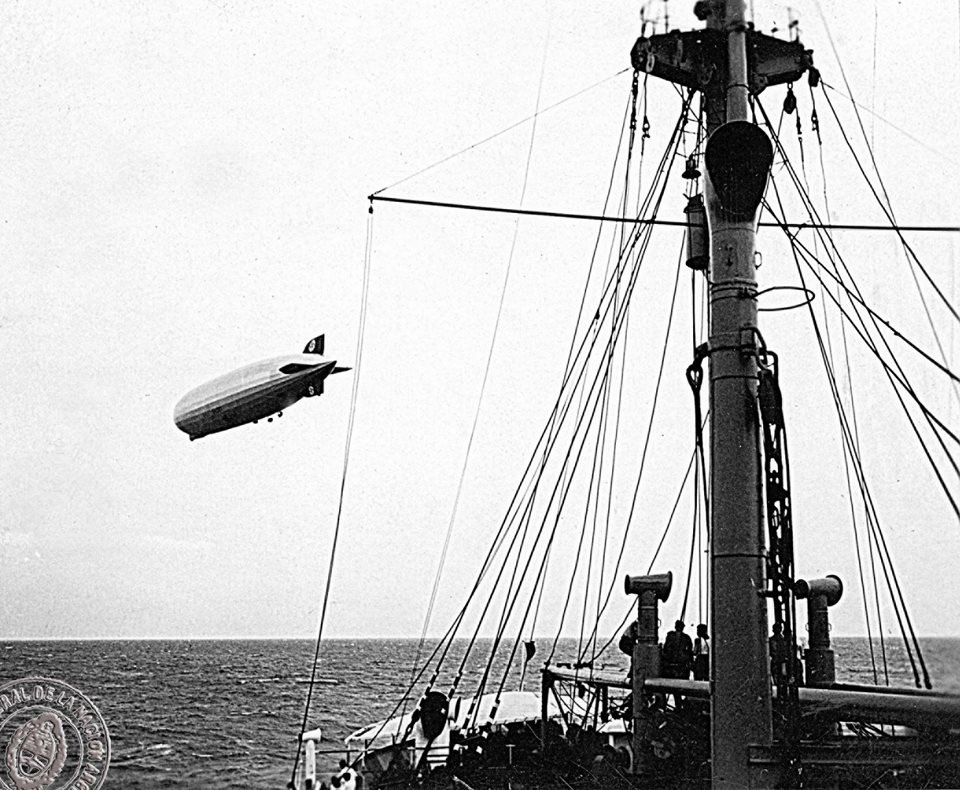
LZ 127 „Graf Zeppelin“ überfliegt auf einer Südamerikafahrt den brasilianischen Dampfer Almirante Jaceguay vor Pernambuco (Brasilien)

Die folgenden Fahrten ragten besonders heraus:
- Nordamerikafahrt (11. Oktober bis 1. November 1928)
- Orientfahrt (25. bis 28. März 1929)[9]
- Weltfahrt (1. August bis 4. September 1929)
- Erste Südamerikafahrt (18. Mai bis 6. Juni 1930)[9]
- Sonderfahrt anlässlich des Abzugs der französischen Besatzung aus der Pfalz am 20. Juli 1930[10], organisiert durch den Neustadter Verleger Daniel Meininger
- Moskau/Sowjetunion (9. bis 11. September 1930)[9]
- Palästinafahrt (9. bis 13. April 1931)
- Fahrt ins Nordpolargebiet (24. bis 31. Juli 1931)
- Großbritannien, Landung neben dem britischen Luftschiff R100 im August 1931[11]
- Propagandafahrt über dem Reichsparteitag der NSDAP (2. September 1933) und Verwendung des Luftschiffs in dem Propagandafilm Der Sieg des Glaubens von Leni Riefenstahl[9]
- Propagandafahrt zusammen mit dem Luftschiff LZ 129 Hindenburg, bei der über Deutschland Flugblätter für die NSDAP abgeworfen wurden (26. bis 29. März 1936)

### Erste Nordamerikafahrt (1928)

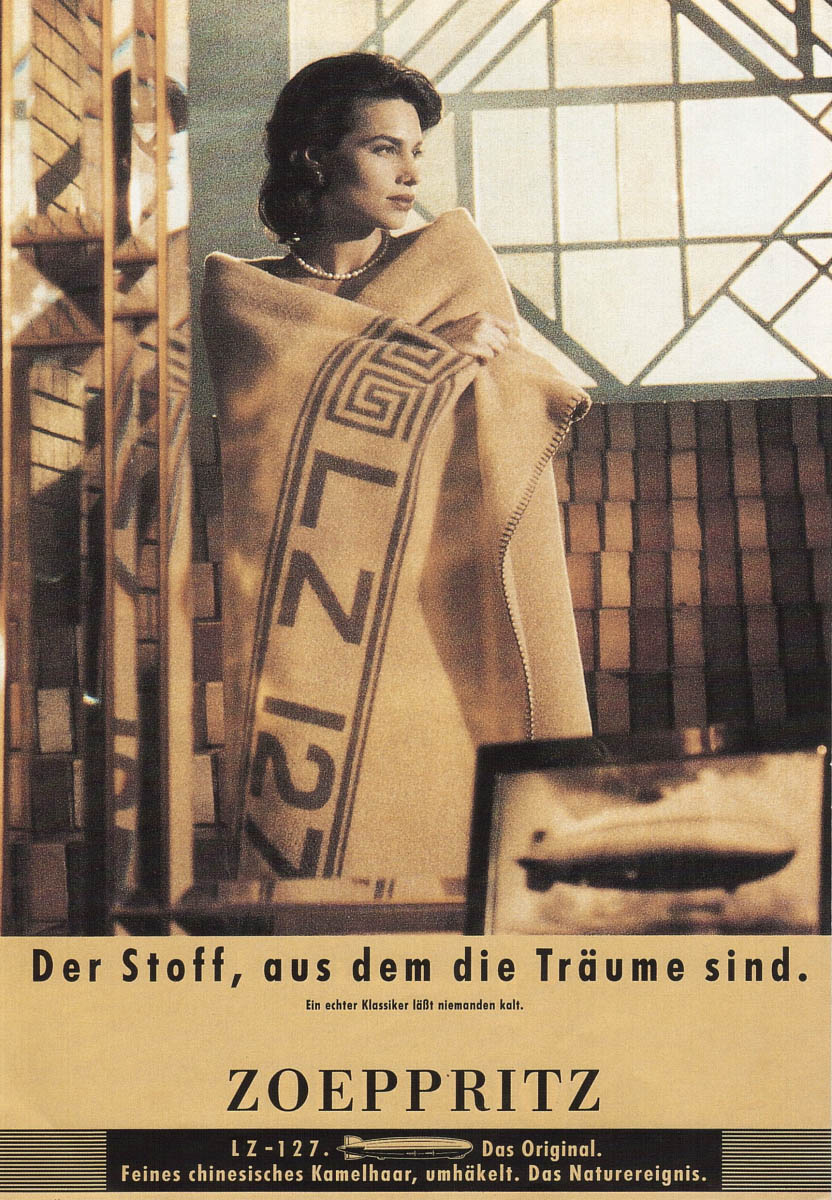
Decke LZ 127 der Zoeppritz GmbH

Zu seiner ersten interkontinentalen Fahrt legte das Luftschiff am 11. Oktober 1928 um 7:50 Uhr mit 20 Passagieren und 40 Besatzungsmitgliedern in Friedrichshafen mit Ziel Lakehurst bei New York ab. Eckener hatte den Termin absichtlich so gewählt, dass er mit den Festlichkeiten anlässlich des 12. Oktobers, dem Jahrestag der Entdeckung Amerikas durch Christoph Kolumbus, zusammenfiel, um die öffentliche Aufmerksamkeit zu steigern. Wegen schlechten Wetters wurde eine längere, südlicher verlaufende Strecke gewählt. Dennoch fuhr LZ 127 am Morgen des dritten Tages südlich der Azoren mit voller Kraft in eine schwarze Wolkenwand. Dabei senkte sich der Bug des Schiffes. Die Passagierin Lady Grace Marguerite Hay Drummond-Hay, eine englische Journalistin, schilderte das Geschehen als unbeschreibliches Durcheinander. Tische, Stühle und das weiß-blaue Zeppelin-Porzellan der Firma Heinrich fielen durcheinander. Durch den heftigen Sturm wurde die Stoffbespannung des unteren Seitenleitwerks auf der Backbordseite zerrissen. Sechs Besatzungsmitglieder, darunter Eckeners Sohn Knut, meldeten sich freiwillig zur Reparatur; mit Werkzeug ausgerüstet, kletterten sie angeseilt ins Innere der unten teilweise aufgerissenen Flosse. Die Stofffetzen wurden in mehrstündiger Arbeit abgeschnitten oder festgebunden. Zusammengenähte Zoeppritz-Wolldecken wurden über die aufgerissene Stelle gezogen und mit Seilen festgebunden. Nach 111 Stunden und 44 Minuten landete das Luftschiff am 15. Oktober in Lakehurst und wurde frenetisch gefeiert. Nach zweiwöchigem Reparaturaufenthalt in Amerika startete das Luftschiff am 29. Oktober zur Rückfahrt nach Deutschland und erreichte Friedrichshafen am 1. November.

### Orientfahrt (1929)
Die erste Orientfahrt begann für LZ 127 am 25. März 1929. Die erste Etappe führte über das Tal der Rhône, Korsika und Neapel und wurde dann über das Mittelmeer und Kreta nach Palästina fortgesetzt. Die Temperaturen von bis zu - 20 Grad Celsius sorgten in der unbeheizten Gondel für Kälte. Über dem Toten Meer „unterbot“ das Schiff den damaligen Rekord für die größte Tauchtiefe eines U-Boots mit 130 Metern, in dem es sich der 200 Meter unter dem Meeresspiegel liegenden Oberfläche bis auf 70 Meter näherte. Der ursprünglich geplante Überflug über Ägypten konnte aufgrund eines Verbots der britischen Regierung nicht stattfinden, die Rückreise führte deshalb direkt über Athen, Albanien und Jugoslawien, Ungarn, Wien und Ulm zurück nach Friedrichshafen.

### Zweite Nordamerikafahrt (1929, abgebrochen)

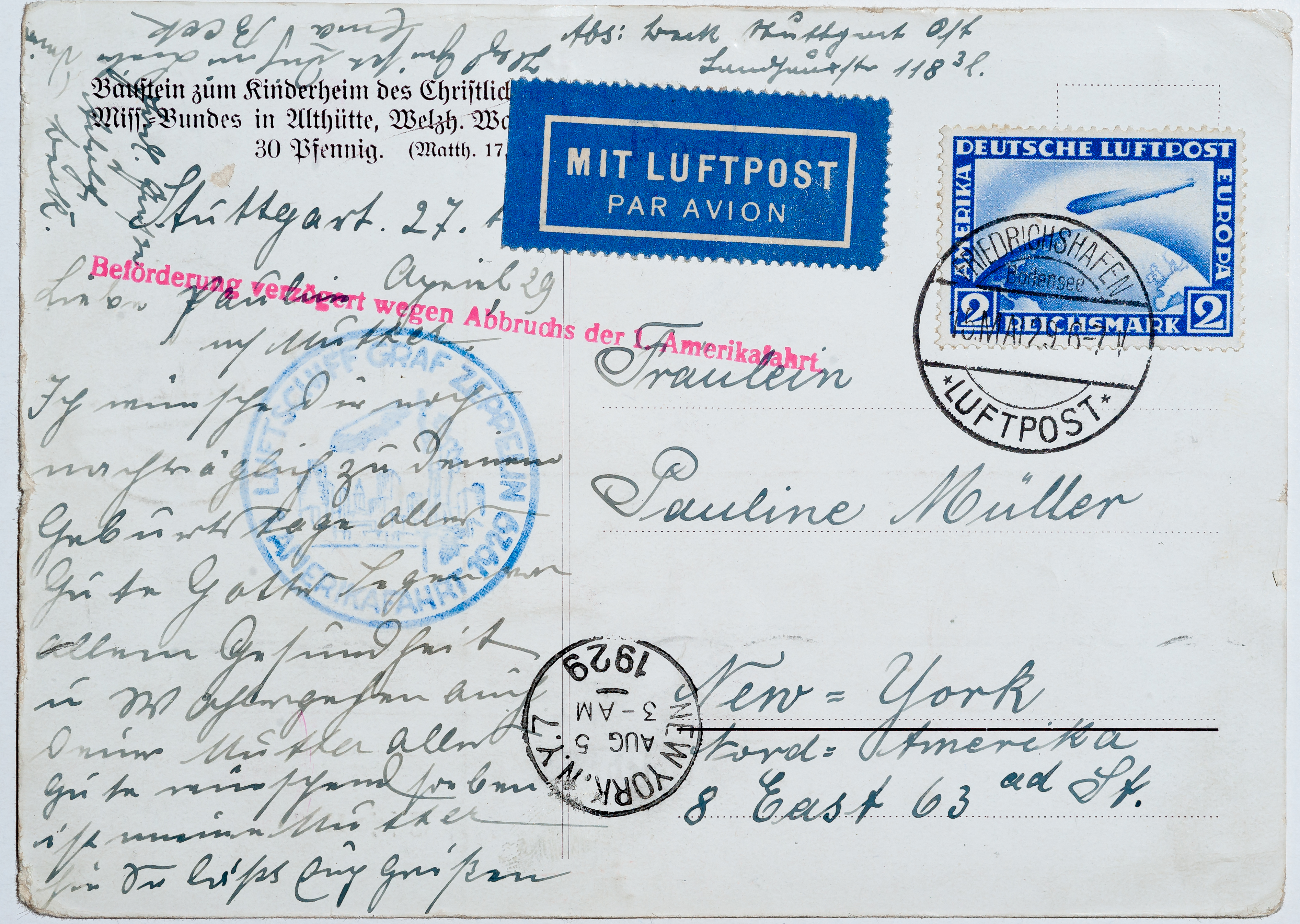
Luftpostkarte mit Stempel zur abgebrochenen Nordamerikafahrt 1929

Am 16. Mai 1929 startete LZ 127 zur zweiten Nordamerikafahrt. Als nacheinander zwei Motoren wegen Bruchs der Kurbelwelle ausfielen, entschloss sich Eckener zur Umkehr. Bei der Rückfahrt über das Rhônetal fielen weitere zwei Motoren mit demselben Schaden aus. Die französische Regierung gestattete eine Notlandung auf dem Marineluftschiffhafen Cuers bei Toulon. Aus Friedrichshafen wurden Ersatzmotoren geliefert, so dass das Luftschiff am 25. Mai dorthin zurückfahren konnte. Peter Kleinheins spekuliert, dass eine Strandung oder misslungene Notlandung von LZ 127 das frühe Ende der Verkehrsluftschifffahrt bedeutet hätte.

### Weltfahrt (1929)

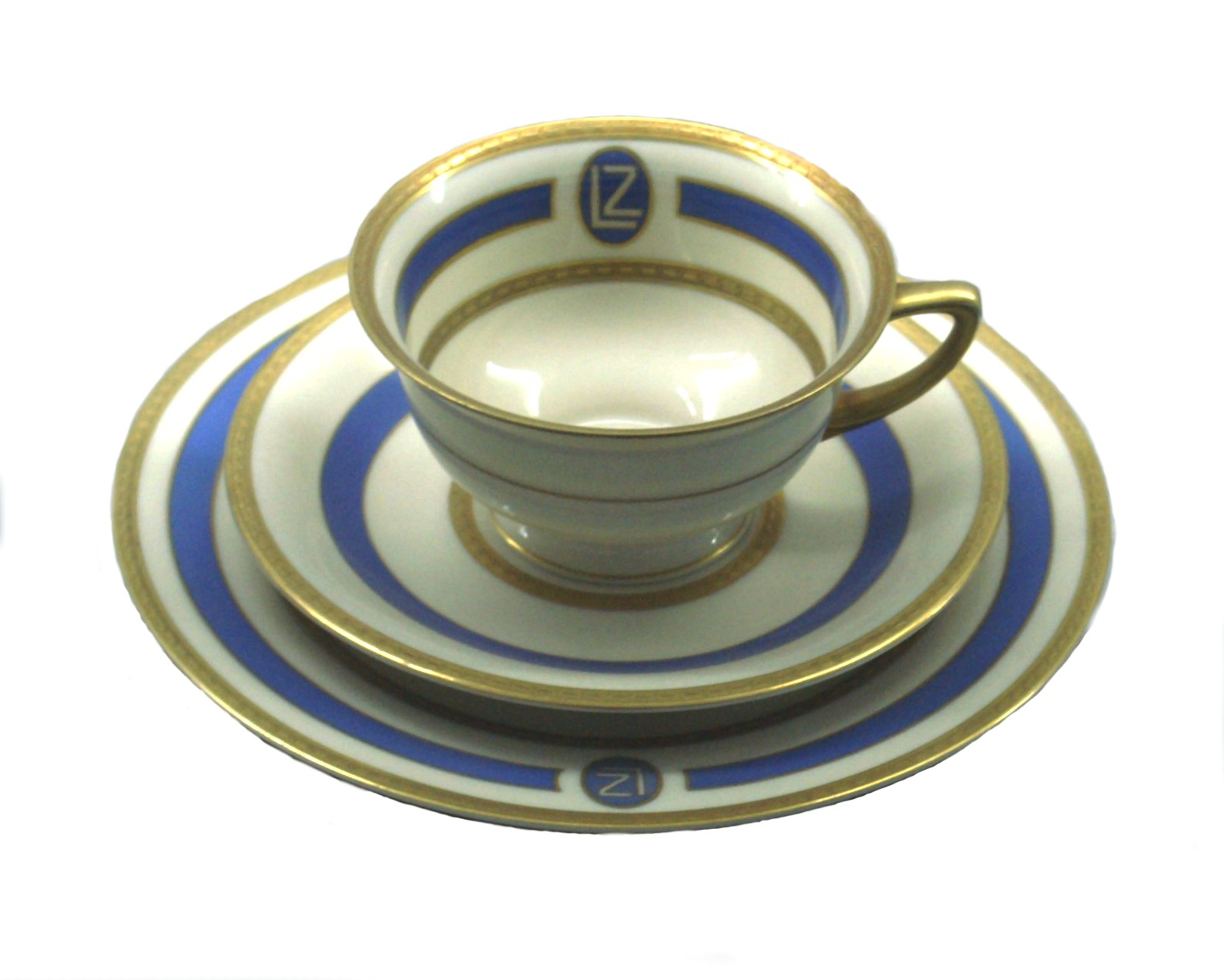
Bordservice des LZ 127 aus dem Jahr 1928. Die luxuriöse Ausstattung wurde von namhaften Architekten und Designern entworfen und entsprach der eines Luxushotels

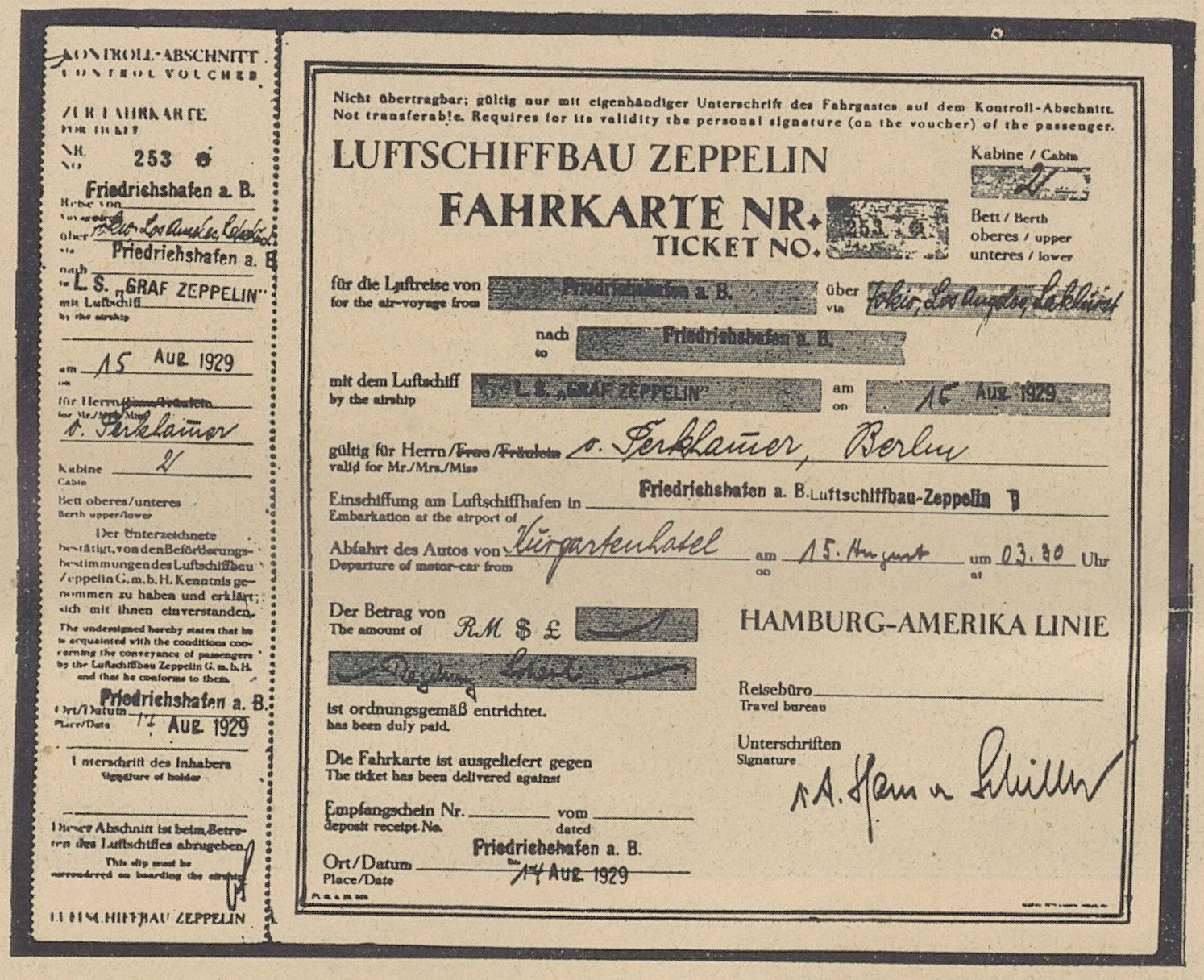
Heinz von Perckhammers Fahrkarte für seine Weltumrundung mit LZ 127 Graf Zeppelin

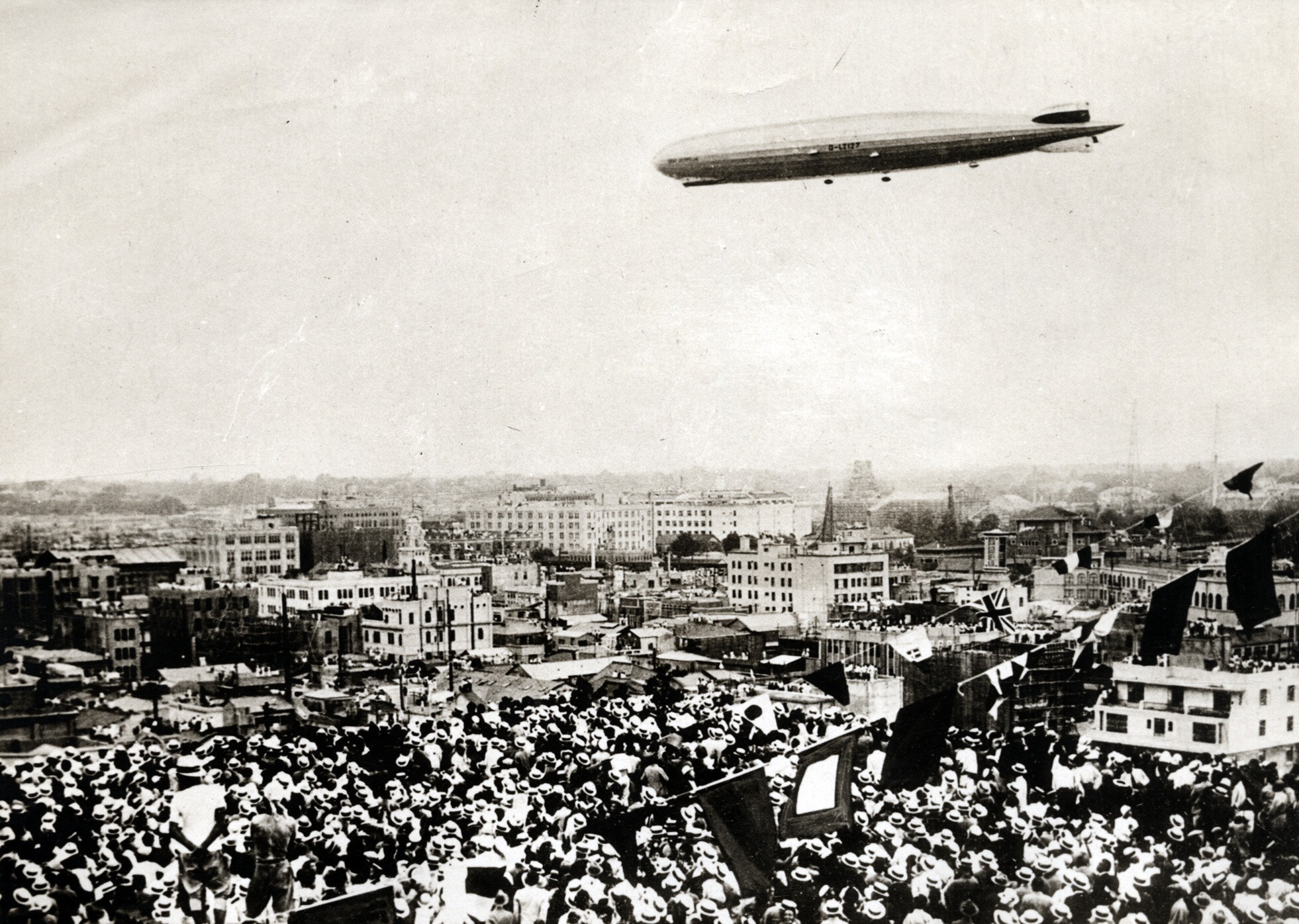
LZ 127 über Tokio, August 1929

Die Weltfahrt (Weltumrundung) dauerte vom 1. August bis zum 4. September 1929 und verlief in mehreren Abschnitten. Innerhalb von 35 Tagen wurden in 6 Etappen insgesamt 49.618 km zurückgelegt.
Start war am Morgen des 1. August in Friedrichshafen. Der Zeppelin fuhr zunächst in westlicher Richtung über Spanien auf den Atlantik, wo er in schwere Stürme geriet. Nach einigen Runden über New York landete er in Lakehurst. Diese erste Etappe dauerte 95 Stunden und 22 Minuten. Unter den Gästen war Charles E. Rosendahl, ein führender Kopf der US-amerikanischen Marineluftschifffahrt.
Der US-amerikanische Verleger William Randolph Hearst hatte sich mit der Finanzierung der Fahrt exklusiv die weltweiten Berichterstattungsrechte außerhalb Europas gesichert und einen Start- und Zielpunkt auf dem Gebiet der Vereinigten Staaten gewünscht. Man spricht daher von einer „amerikanischen Weltfahrt“ mit Start und Ziel Lakehurst und einer „deutschen Weltfahrt“ mit Start und Ziel Friedrichshafen.

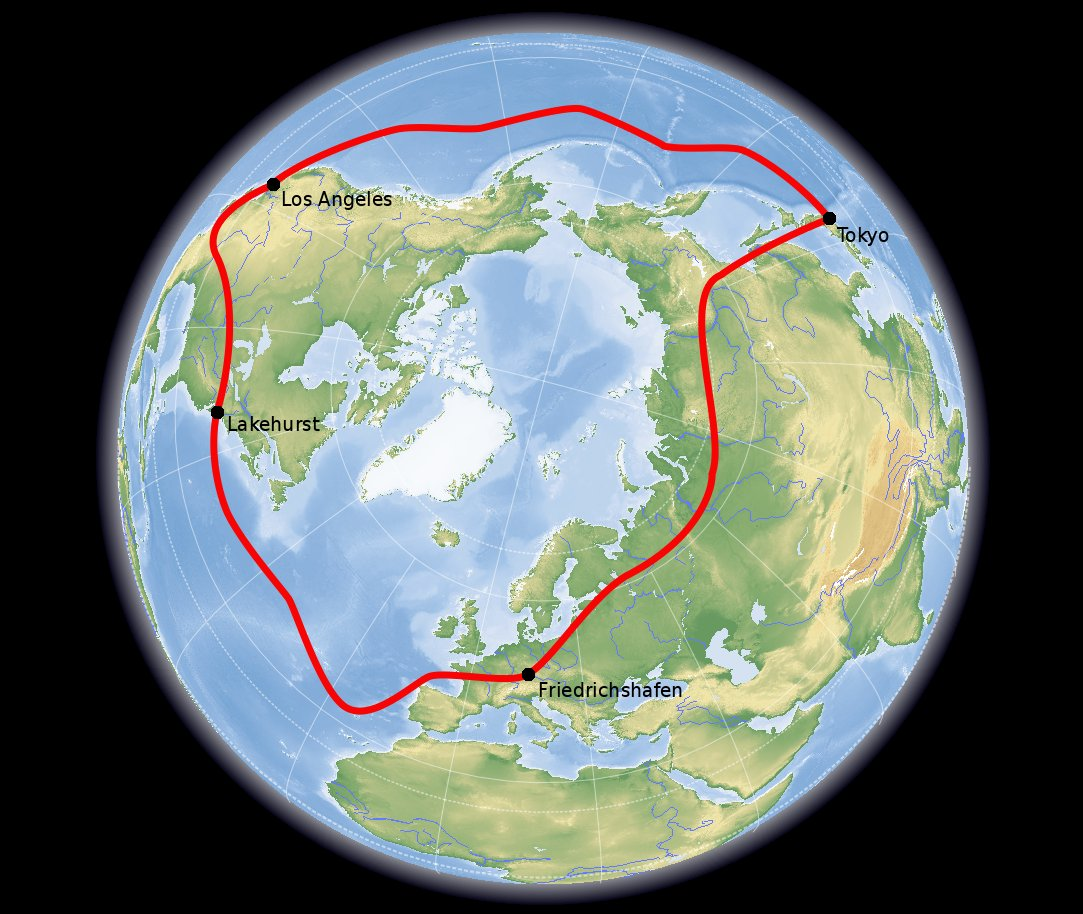
Route der Weltumrundung, 1929

Am Abend des 7. August startete die „amerikanische Weltfahrt“ mit 20 Passagieren, darunter als einzige Frau die Journalistin Grace Hay Drummond-Hay, in östlicher Richtung. Die Route führte zunächst zurück nach Friedrichshafen, wo das Luftschiff am 10. August eintraf. Die Weiterfahrt nach Osten am 15. August markiert den Beginn der „deutschen Weltfahrt“. Moskau konnte nicht, wie geplant, überflogen werden. Über Jakutsk wurde der Pazifik erreicht. Am 19. August traf LZ 127 in Tokio ein. Die Fahrzeit für diese Etappe betrug 101 Stunden und 49 Minuten. Auf diesem Abschnitt war ein blinder Passagier an Bord, der 19-jährige Clarence Terhune. In Tokio wurden Besatzung und Passagiere von der Regierung zu einem Empfang in den kaiserlichen Sommerpalast geladen. Am 23. August brach das Schiff erneut auf. Nach 67 Stunden über dem Pazifik bei teilweise stürmischem Wetter erreichte es San Francisco. Am nächsten Morgen, dem 26. August (ein Tag war durch die Überquerung der Datumsgrenze „gewonnen“ worden) landete LZ 127 in Los Angeles. Von dort ging die Fahrt über die USA wieder nach Lakehurst. Dort endete am 29. August nach 21 Tagen die „amerikanische Weltfahrt“ mit insgesamt 12 Tagen und 11 Minuten reiner Fahrtzeit.

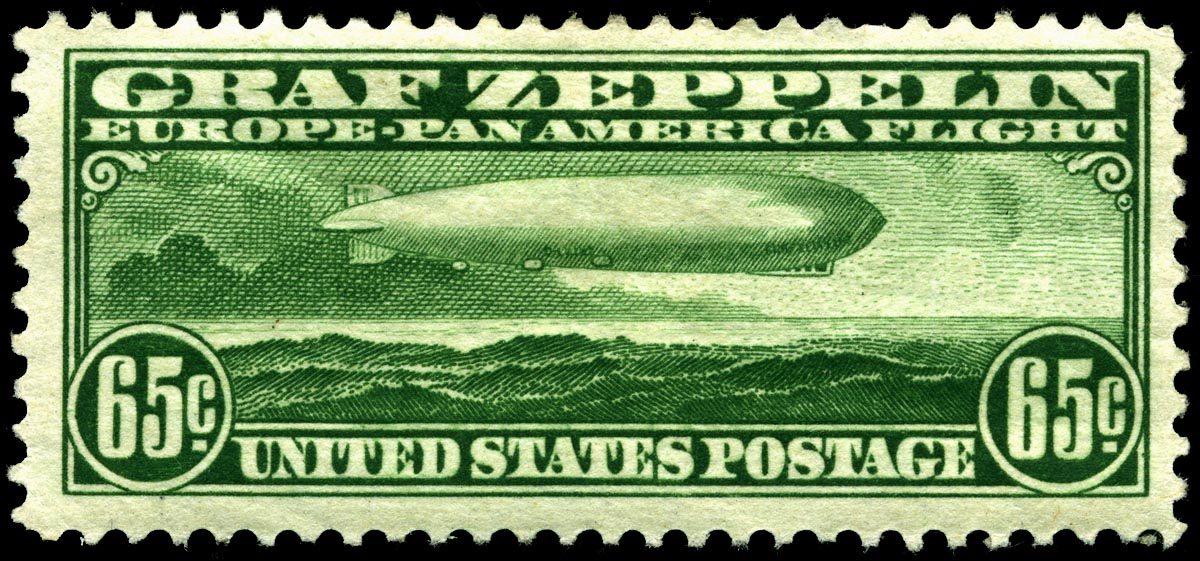
US-amerikanische Briefmarke anlässlich der Panamerika-Fahrt 1930

In New York wurde dem Zeppelin, seiner Besatzung und den Fahrgästen ein festlicher Empfang mit Parade bereitet. Hugo Eckener zeichnete die Reiseroute auf dem historischen Globus der Stadt New York ein. Er wurde auch von US-Präsident Herbert C. Hoover empfangen. Die Rückfahrt nach Friedrichshafen begann am 1. September um 07:18 Uhr und führte über den Atlantik, die Azoren, Spanien und Frankreich. Nach 4 Tagen und 19 Stunden erreichte LZ 127 am Morgen des 4. September Konstanz. Rund 40.000 Zuschauer begrüßten das Luftschiff am Ende der „deutschen Weltfahrt.“
Die Fahrt stellte zwei Weltrekorde im Luftschiffverkehr dar: mit 11.247 Kilometern die längste zurückgelegte Fahrtstrecke sowie mit 102 Stunden die längste Nonstop-Fahrtdauer.

### Südamerikafahrt (1930)
Am 18. Mai 1930 begann LZ 127 eine Probefahrt nach Südamerika bis Rio de Janeiro. Die Route führte drei Tage lang über Sevilla nach Recife, was eine deutliche Zeiteinsparung im Vergleich zur etwa zweiwöchigen Fahrtdauer damaliger Transatlantikliner war. Ein weiterer Tag wurde für die Strecke nach Rio de Janeiro benötigt. Anschließend fuhr das Schiff in Richtung Norden, landete kurz in Lakehurst und erreichte am 6. Juni erneut Friedrichshafen. Die Fahrt stellte eine Vorbereitung des geplanten Transatlantikdienstes mit dem Schiff dar.

### Palästinafahrt (1931)

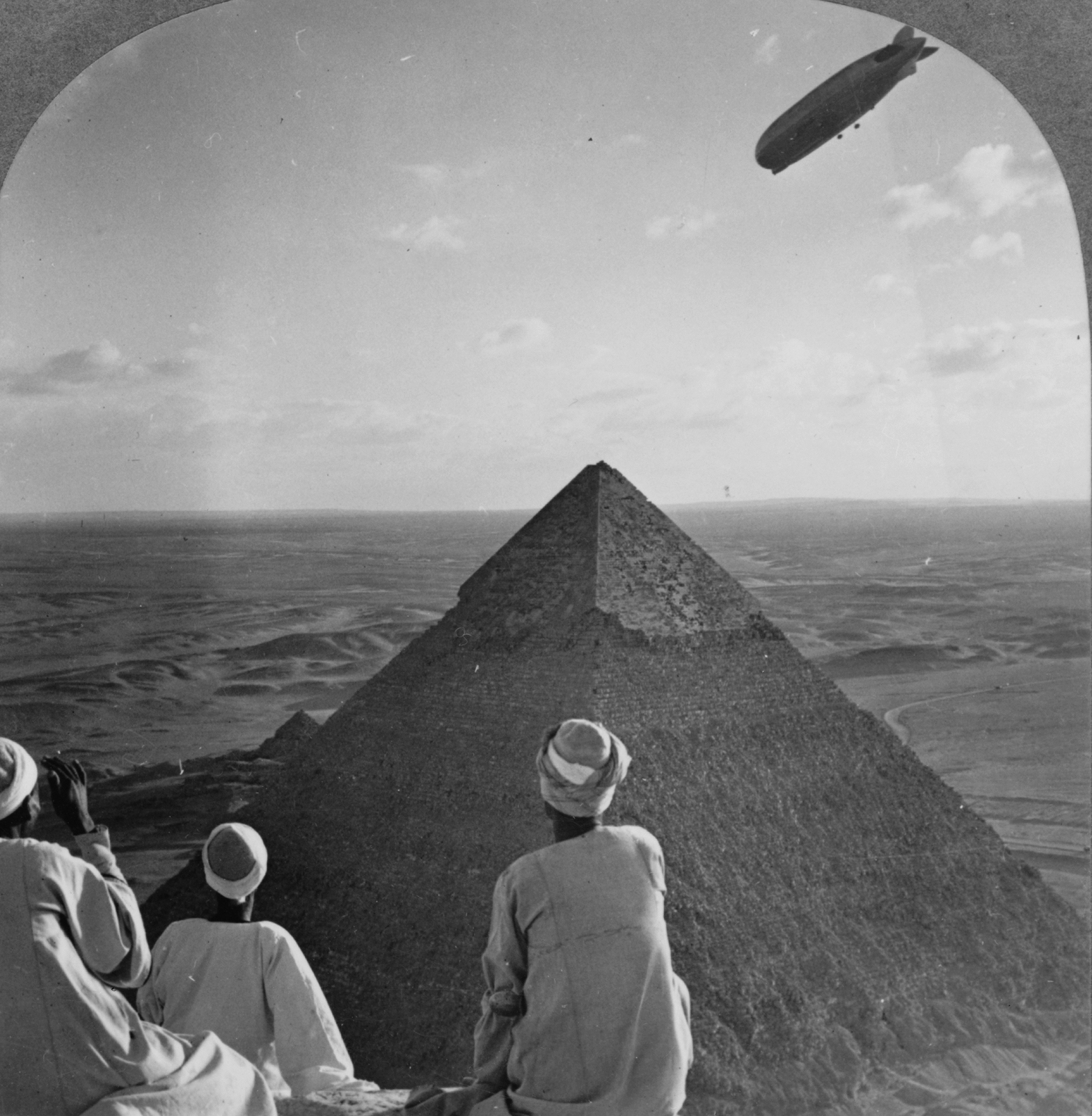
LZ 127 über den Pyramiden, 10. April 1931

Zur Fahrt nach Ägypten und Palästina startete LZ 127 am 9. April 1931, 06:10 Uhr, in Friedrichshafen unter dem Kommando von Hugo Eckener. Die Route folgte zunächst dem Rhonetal und führte dann über Korsika, Sardinien, Sizilien und Malta. Am Morgen des 10. April wurde gegen 05:15 Uhr die afrikanische Küste bei Bengasi erreicht und Kurs nach Osten auf Alexandria genommen. Gegen 9 Uhr wurde die Bucht von Sollum überfahren, gegen 13 Uhr Alexandria. Anschließend ging die Fahrt dem Nil folgend nach Kairo, das um 15:35 Uhr erreicht wurde. Die Pyramiden von Gizeh wurden in 200 m Höhe überfahren, am Spätnachmittag wurden die Pyramiden von Sakkara erreicht. Nach einer Nachtfahrt nach Norden landete LZ 127 am 11. April um 05:15 Uhr auf dem Flugplatz Almara bei Kairo. Britische Luftwaffensoldaten stellten die Bodenmannschaft, 30.000 Schaulustige mussten zum Teil mit Feuerwehrspritzen zurückgehalten werden.
Nach kurzem Aufenthalt ging es in Richtung Osten über den Suezkanal und die Bucht von Gaza. Um 10 Uhr wurde Jerusalem erreicht; über der Grabeskirche wurden in 100 m Höhe die Motoren abgestellt und das Schiff stand für einige Minuten still. Über Sichem, Emmaus und die Sinai-Halbinsel fuhr das Luftschiff zurück nach Kairo, wo es um 17 Uhr in Almara landete. Nach einem halbstündigen Aufenthalt erfolgte die Weiterfahrt in Richtung der Oase Siwa in der libyschen Wüste, wo in den Wüstendörfern viele Menschen vor dem Luftschiff Zuflucht in ihren Hütten suchten. In der Nacht kreuzte LZ 127 über Tripolis, am Morgen des 12. April war es über Kreta, folgte dann der Westküste Griechenlands und überfuhr um 13:20 Uhr Korfu. Entlang der albanischen Küste ging die Fahrt in Richtung Split; das Dinarische Gebirge wurde in 1700 m Höhe überquert. Um 21:30 Uhr war Zagreb erreicht, um Mitternacht Wien. Über Passau, Augsburg und Ulm traf LZ 127 am Morgen des 13. April um 7 Uhr in Friedrichshafen ein, nach einer Fahrt von 96 Stunden über 9000 Kilometer mit der Überquerung von 14 Ländern auf drei Kontinenten.

### Polarfahrt (1931)

LZ 127 mit dem russischen Eisbrecher Malygin, Gemälde von Alexander Kircher, 27. Juli 1931

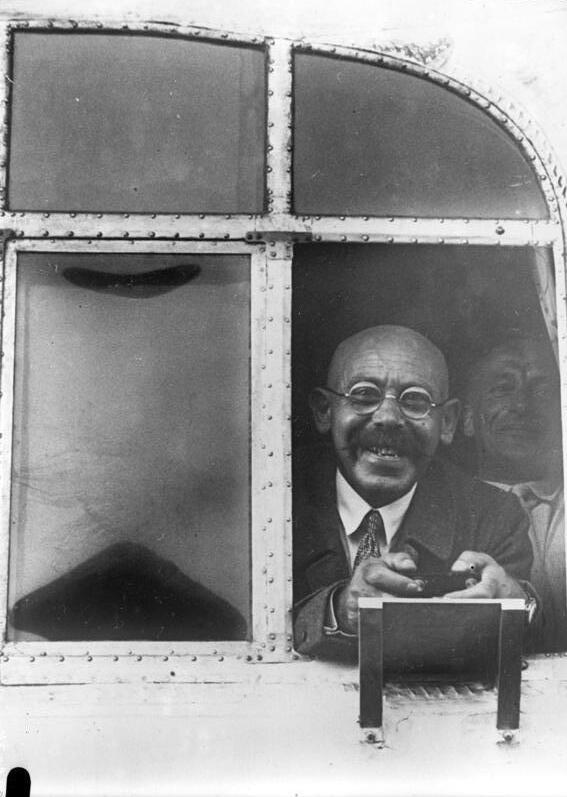
Samoilowitsch am Kabinenfenster

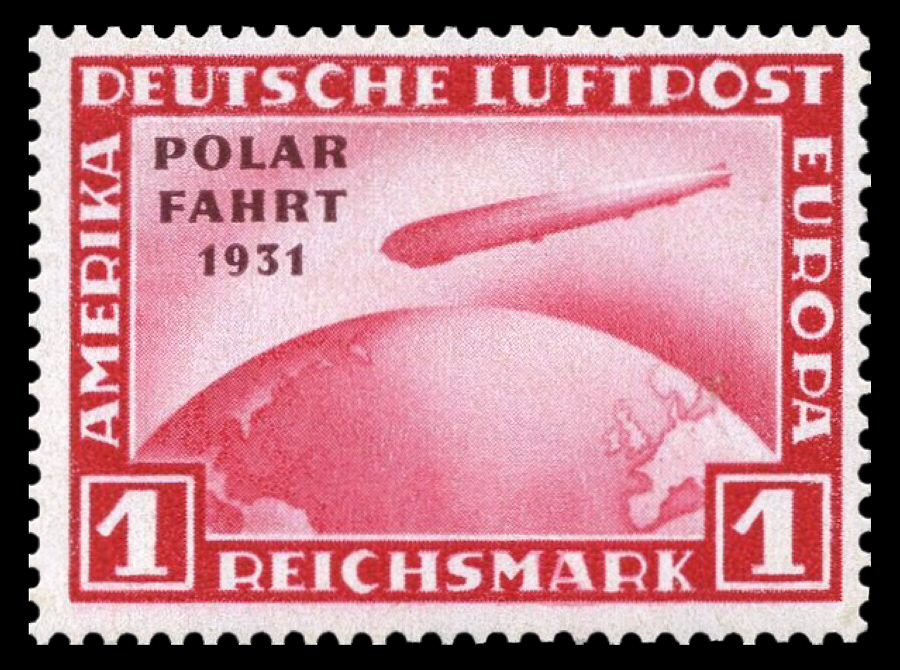
1-Reichsmark-Sondermarke der Reichspost (1931) mit LZ 127 zur Polarfahrt 1931

Im Juli 1931 unternahm Hugo Eckener mit Graf Zeppelin eine dreitägige Fahrt nach Norwegen und Spitzbergen, um das Verhalten des Schiffes in höheren Breiten zu erproben. Kurz danach folgte eine weitere dreitägige Fahrt nach Island. Beide Fahrten verliefen ohne nennenswerte technische Probleme.
Die Idee, sich am Nordpol mit dem U-Boot Nautilus des Polarforschers Hubert Wilkins zu treffen, musste aufgegeben werden, weil das altersschwache Unterseeboot nach wiederholten technischen Problemen den vorgesehenen Termin nicht einhalten konnte.
Eckener plante daraufhin ein Treffen mit einem Überwasserschiff. Die Finanzierung des Unternehmens sollte durch den Transport von Zeppelinpost gesichert werden. Nach etwas Werbung kamen 50.000 Postsendungen mit einer Masse von etwa 300 kg aus aller Welt zusammen. Das Partnerschiff, der sowjetische Eisbrecher Malygin, auf dem sich während dieser Fahrt neben dem sowjetischen Hydrographen Wladimir Wiese auch der italienische Luftschiffer Umberto Nobile befand, beförderte weitere 120 kg Post. Allein durch den Verkauf der Briefmarken wurden die wesentlichen Kosten der Expedition gedeckt. Das restliche Geld kam von der Internationalen Studiengesellschaft zur Erforschung der Arktis mit Luftfahrzeugen (Aeroarctic), deren Präsident Eckener war, und dem Ullstein Verlag, der die Rechte zur Berichterstattung erwarb.
Die Polarfahrt hatte zum Ziel, das Verhalten des Zeppelins unter arktischen Bedingungen zu erproben. Außerdem wurden eine Reihe geographischer, geodätischer und meteorologischer Forschungsarbeiten durchgeführt, darunter Messungen zur Veränderung des Magnetfeldes in hohen Breiten, meteorologische Messungen (mit Start von Wetterballons) und die geofotografische Erfassung großer Gebiete der Arktis mit einer Panorama-Kamera. Eine Kabine der Gondel von LZ 127 war allein den Messgeräten vorbehalten. Wissenschaftlicher Leiter der Expedition war der sowjetische Polarforscher Rudolf Lasarewitsch Samoilowitsch. Er wollte die Auswirkungen des Klimas der Arktis auf das europäische Klima erforschen und hoffte festes Land im Polareis zu entdecken. Die Forschungsergebnisse wurden vor allem von sowjetischer Seite und kaum von deutscher Seite ausgewertet.
Die Reise dauerte eine Woche, vom 24. bis 31. Juli 1931. LZ 127 Graf Zeppelin legte auf dieser Fahrt ungefähr 10.600 Kilometer zurück, die längste Strecke ohne Betriebsmittelergänzung betrug 8.600 km. Die Durchschnittsgeschwindigkeit lag trotz wiederholter Drosselungen und Stopps der Motoren bei 88 km/h.
Das 15-minütige Zusammentreffen von LZ 127 und der Malygin fand am 27. Juli 1931 in der Stillen Bucht (russisch Бухта Тихая, Buchta Tichaja) der Hooker-Insel statt.

#### Fahrtroute
1. Friedrichshafen–Berlin – 600 km in 8 Stunden (75 km/h)
2. Berlin–Leningrad – 1400 km in 16 Stunden (87 km/h)
3. Leningrad–Kanin – 1300 km in 12 Stunden (108 km/h)
4. Kanin–Franz-Josef-Land – 1200 km in 18 Stunden (67 km/h)
5. Franz-Josef-Land–Sewernaja Semlja–Taimyrhalbinsel–Nowaja Semlja – 2400 km in 32 Stunden (75 km/h)
6. Nowaja Semlja–Leningrad – 2300 km in 25 Stunden (92 km/h)
7. Leningrad–Berlin – 1400 km in 13 Stunden (108 km/h)
8. Berlin–Friedrichshafen – 600 km in 8 Stunden (75 km/h)

## Transatlantikdienst (1931–1937)

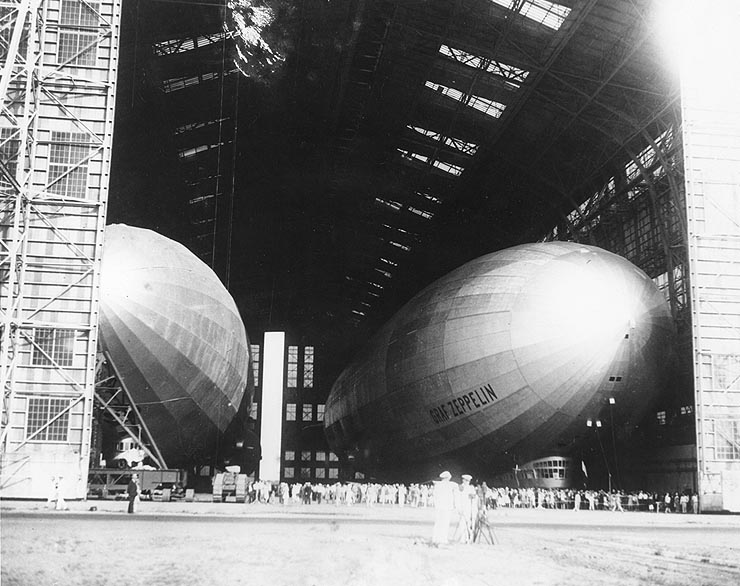
ZR-3 (gebaut als LZ 126) und LZ 127 in der Luftschiffhalle von Lakehurst, 7. August 1929

Unter Hugo Eckener wurde ab dem 29. August 1931 ein regelmäßiger Luftschiffverkehr zwischen Deutschland und Brasilien, teilweise mit Zwischenstopp in Sevilla, betrieben. Teils führte die Route auch über Recife und Rio de Janeiro hinaus bis nach Buenos Aires. Zur damaligen Zeit war dies die schnellste Verbindung auf dem Luftweg und der einzige Nonstopflug auf diesen Strecken. Die Verbindung wurde bis 1935 von der DELAG, von da an von der neu gegründeten Deutschen Zeppelin-Reederei unterhalten. Zudem vermarktete die Hamburg-Amerikanische Packetfahrt-Actien-Gesellschaft die Fahrten. Insgesamt führte LZ 127 von 1928 bis 1937 140 Transatlantikfahrten durch, davon 63 Fahrten nach und von Südamerika. Der Fahrpreis betrug 1.400 Reichsmark bis Recife und 1.500 Reichsmark bis Rio de Janeiro, das entspricht einem heutigen Gegenwert von etwa 6.800 bzw. 7.200 Euro. Eine dieser Fahrten (Start: 23. März 1932 in Friedrichshafen) begleitete der Schriftsteller Heinrich Eduard Jacob als Gast der Zeppelin-Gesellschaft und Reiseberichterstatter für das Berliner Tageblatt. Jacob verfasste darüber den Bericht Mit dem Zeppelin nach Pernambuco. Die Graf Zeppelin war damit ein Pionier des Transatlantikflugdienstes. Daneben wurden auch immer wieder Fahrten innerhalb Europas unternommen.

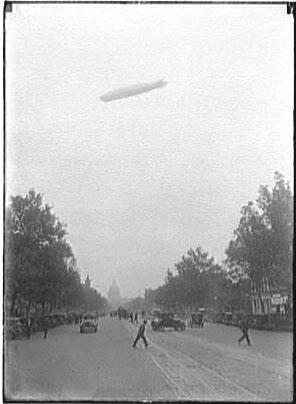
LZ 127 über Washington, D.C.

## Leistungen und Rekorde
Bei seiner Fertigstellung war LZ 127 das größte Luftfahrzeug der Welt.
Das Schiff legte insgesamt knapp 1,7 Millionen Kilometer bei 590 unfallfreien Fahrten und 17.177 Fahrtstunden (zusammengerechnet gut 2 Jahre) zurück, wobei neben der Weltumrundung 139 mal der Atlantik nach Nord- und Südamerika überquert wurde. Es wurden 34.000 Passagiere befördert, davon 13.110 als zahlende Gäste, und 78.661 kg Fracht transportiert. Zurückgelegt wurden innerhalb der Einsatzzeit 1.720.000 Transport-km.
Hugo Eckener hält mit LZ 127 bis heute (Stand 2023) zwei absolute FAI-Weltrekorde für Luftschiffe aller Klassen:
- längste Fahrtstrecke eines Luftschiffes mit 6384,50 km
- längste Fahrtdauer eines Luftschiffes mit 71 Stunden

Beide Rekorde wurden am 1. November 1928 für die Fahrt von Lakehurst nach Friedrichshafen unter Hugo Eckener zuerkannt. Sie sind jedoch nicht die absoluten Spitzenleistungen, da andere Fahrten, wie etwa die 118-Stunden-Fahrt nach Recife im November 1935 (die Landung wurde durch politische Unruhen verzögert) oder von Militärluftschiffen aufgestellte Rekorde nicht von der FAI anerkannt sind.

## Kapitäne von LZ 127
LZ 127 wurde von folgenden Kapitänen geführt: Hugo Eckener, Hans Flemming, Ernst A. Lehmann, Max Pruss, Hans von Schiller, Anton Wittemann.

## Das Ende
Ein geplantes Nachfolgemodell, LZ 128, wurde noch während der Konstruktion nach einem Wasserstoff-Brand beim britischen Luftschiff R101 verworfen. Realer Nachfolger von LZ 127 wurde daher der ursprünglich für den Betrieb mit Helium als Traggas konstruierte Zeppelin LZ 129 „Hindenburg“. Das im März 1936 in Dienst gestellte Schiff verbrannte am 6. Mai 1937 auf dem Luftschiffhafen Lakehurst.
LZ 127 befand sich gerade über dem Atlantik, auf der Rückfahrt aus Recife, als der Funker die Nachricht von der Hindenburg-Katastrophe empfing. Die Mannschaft wurde von Kapitän von Schiller informiert, vor den Passagieren wurde die Nachricht jedoch bis zur Ankunft in Friedrichshafen am 8. Mai 1937 geheim gehalten. Die Deutsche Zeppelin-Reederei beschloss, bis zur Aufklärung des Unglücks keine weiteren Passagierfahrten mehr zu unternehmen. Daher wurde LZ 127 am 18. Juni nach Frankfurt am Main gefahren und dort in einer Luftschiffhalle aufgehängt. Am 19. Juli 1937 wurde das Luftschiff außer Dienst gestellt. Nach dem Ablassen des Wasserstoffgases diente es nur noch als Touristenattraktion, die gegen Eintrittsgeld besichtigt werden konnte, wovon die Bevölkerung regen Gebrauch machte.
Nach Beginn des Zweiten Weltkrieges wurde das Schiff 1940, obwohl es noch vollständig einsatzfähig war, gemeinsam mit LZ 130 und den von LZ 131 bereits vorhandenen Spantenringen in Frankfurt verschrottet. Die Verschrottung wurde mit dem Aluminiumbedarf der Luftrüstung begründet, die Sprengung der Luftschiffhallen am 6. Mai 1940 damit, dass britische Bomber die gut sichtbaren Hallen als Navigationspunkt benutzten. Reichsluftfahrtminister Hermann Göring hatte schon zuvor keinen Hehl aus seiner Abneigung gegen Luftschiffe gemacht.

## Film
- Ditteke Mensink (Regie): 1929: Im Zeppelin um die Welt – Die Lovestory von Lady Hay und Karl von Wiegand, Niederlande, 2009, 88 Min. (nur s/w-Aufnahmen aus der Zeit zusammengefügt)[28], online
- Deulig Woche Nr. 33 (Wochenschauaufnahme von LZ 127 über Berlin, September 1931, ab 04:07)